# Rosario Candela

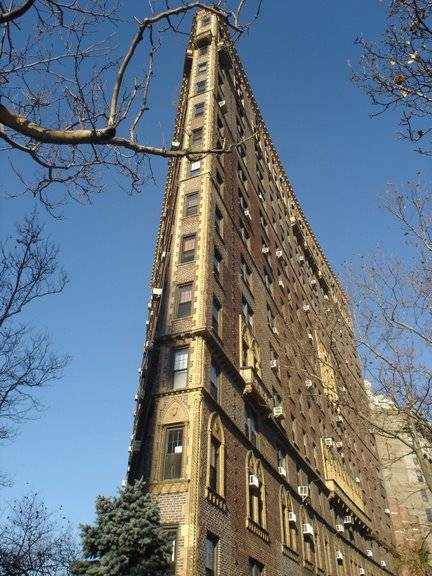
L'edificio disegnato da Rosario Candela al 47 di Plaza Street West, a Brooklyn (New York)

Rosario Candela (Montelepre, 7 marzo 1890 – Mount Vernon, 3 ottobre 1953) è stato un architetto italiano naturalizzato statunitense.

## Biografia
Nato a Montelepre, in Sicilia nel 1890, Candela emigrò a New York nel 1906, stabilendovisi definitivamente nel 1909 dopo essere rientrato in Italia per terminare gli studi. Il padre era Michele Candela, un imbianchino, e sua madre Giuseppina Pizzurro.
Ottenuta l'ammissione alla Scuola di Architettura della Columbia University, vi conseguì la laurea nel 1915.
Candela lavorò dapprima brevemente come disegnatore per l'architetto Gaetano Ajello, anch'egli di origine siciliana. Dopo un altro breve periodo di lavoro per Frederick Sterner, Candela creò il proprio studio nel 1920. Il suo primo importante progetto fu per una casa d'appartamenti all'angolo tra West 92nd Street e Broadway. Poco dopo ricevette la sua prima commissione sulla East Side al n. 1105 di Park Avenue. Nel corso dei successivi cinque anni, Candela progettò diversi edifici residenziali sulla Upper West Side, principalmente lungo West End Avenue e Riverside Drive. Durante questo periodo, la zona stava subendo una trasformazione profonda da zona prevalentemente di case unifamiliari ad una caratterizzata dalla presenza di grandi condomini.
Candela fu particolarmente attivo nella seconda metà degli anni Venti, quando ebbe l'opportunità di progettare numerosi edifici nell'Upper East Side, principalmente sulla Fifth Avenue e Park Avenue, così come a Sutton Place e in altri luoghi. Nel 1927 e il 1928 , Candela progettò 19 palazzi condomini, tra cui il 960 Fifth Avenue (all'angolo con East 77th Street) e il 720 Park Avenue (all'angolo con East 70th Street). Ebbe ancora più commissioni per il 1929, ma il boom immobiliare cominciò a rallentare già prima del crollo del mercato azionario nel mese di ottobre. Su 27 progetti disegnati, solo 12 edifici furono completati. Tra questi, i palazzi ai numeri 740, 770, 778, 834 e 1040 su Fifth Avenue.
Per gli esterni dei suoi edifici Candela privilegiava forme semplici e funzionali, in confronto agli stili più esuberanti in voga all'epoca. Tuttavia, egli era considerato un maestro del design quando si trattava di interni, con sontuosi foyer d'ingresso e scalinate monumentali.
Durante la Grande depressione, ci fu un crollo nell'edilizia e Candela ricevette solo incarichi sporadici, pur mantenendo la stessa qualità di design. Durante questo periodo, Candela cominciò a sviluppare un interesse per la crittografia, studiando e decifrando i codici creati originariamente nel 1898 dal Comandante Étienne Bazeries per l'Esercito Francese. Nel 1930 Candela pubblicò un libro sull'argomento: The Military Cipher of Commandant Bazeries. A partire dal 1941, Candela offrì un corso di crittografia allo Hunter College di New York, considerato al tempo l'unico del suo genere offerto agli studenti negli Stati Uniti. Nel 1946 raccolse in volume i contenuti delle sue lezioni.
Candela continuò il suo lavoro di architetto fino alla morte nel 1953.

## Opere

### Edifici
Tutti gli edifici si trovano a New York, quando non sia altrimenti indicato.

#### Anni 1920
| - Clayton Apartments, 1922 - 915 West End Avenue, 1922 - 1105 Park Avenue, 1923 - 304 West 89th Street, 1923 - 878 West End Avenue, 1923 - 522 West End Avenue, 1923 - 41 Fifth Avenue, 1923 - 320 West End Avenue, 1924 - Charleton Apartments, 1924 - 875 West End Avenue, 1924 - 865 West End Avenue, 1924 - 755 West End Avenue, 1924 - 334 West 86th Street, 1924 - 425 Riverside Drive, 1924 - 240 West End Avenue, 1924 - 40 West 55th Street, 1924 - 300 West 108th Street, 1925 - 315 West 106th Street, 1925 - Wellston Apartments, 1925 - 855 Fifth Avenue, 1926 - 1172 Park Avenue, 1926 - 325 West 86th Street, 1926 - 800 West End Avenue, 1926 - 820 West End Avenue, 1926 - 607 West End Avenue, 1926 - 285 Riverside Drive, 1926 - Oxford Tower (280 Riverside Drive), 1926 - Berkeley Plaza Apts, 39 Plaza Street West, Brooklyn, 1926 - Brazilian Court Hotel, Palm Beach (Florida), 1925 - W New York - The Court, 1927 | - 775 Park Avenue, 1927 - 884 Fifth Avenue, 1927 - 990 Fifth Avenue, 1927 - con Warren & Wetmore - One Sutton Place South, 1927 - con Cross and Cross - The Windsor Park (100 West 58th Street), 1927 - The Van Doran, 1927 - 230 West End Avenue, 1927 - 2 East 67th Street (conosciuto anche come 856 5th Avenue), 1928 - 4 Sutton Place, 1928 - 25 Sutton Place, 1928 - 2 East 70th Street, 1928, con Walker & Gillette - 8 East 96th Street, 1928 - 447 East 57th Street, 1928 - 30 Sutton Place, 1928 - 47 Plaza Street West, Brooklyn, 1928 - Westwind Apartments, 1928 - 360 Central Park West (North and South Buildings), 1928 - including Second Presbyterian Church, 4 West 96th Street - 1 Gracie Square, 1929 - con William Lawrence Bottomley - 14 Sutton Place South, 1929 - 1192 Park Avenue, 1929 - 70 East 96th Street Apartments, 1929 - 133 East 80th Street, 1929 - 720 Park Avenue, 1929 - con Cross & Cross - 40 East 66 Street, 1929 - 40 West 67 Street, 1929 - 740 Park Avenue, 1929 - con Shreve & Lamb - Stanhope Hotel, 1929 - 1040 Fifth Avenue, 1929 |

#### Anni 1930
- 1220 Park Avenue, 1930
- 770 Park Avenue, 1930[10]
- 1040 Fifth Avenue, 1930
- 1021 Park Avenue, 1930
- 834 Fifth Avenue, 1930
- 1500 North Lake Shore Drive, Chicago (Illinois), 1931
- 56 Seventh Avenue, 1931
- 778 Park Avenue, 1931[10]
- 2 Beekman Place, 1932
- 3 Times Square (Rialto Theatre), 1935 (sostituito da Reuters Building, 2001)
- Normandie Theatre (51 East 53rd Street), 1936 (demolito negli anni cinquanta)
- 19 East 72nd Street, with Mott B. Schmidt, 1936[11]
- Regency Park, 1937
- 955 Fifth Avenue, 1938

Fuori New York City:
- Personal Normandy Style home in Harrison (New York) 1930
- Personal homes of friends in Bronxville and Tarrytown

#### Anni 1940
- 44 East 67th Street, 1941
- 135 East 54th Street, 1948
- 1 East 66th Street, 1948

Twin apartments on Collins Ave. In Mount Vernon abutting the Fleetwood train station.
- 3103 Fairfield Avenue, Riverdale, The Bronx (1949)

#### Anni 1950
- Montclair on the Park, St. Louis, MO, 1951

### Pubblicazioni di crittografia
- The Military Cipher of Commandant Bazeries: An Essay in Decrypting. New York: Cardanus Press, 1938
- Isomorphism and Its Applications in Cryptanalytics. New York: Cardanus Press, 1946